# Nannosquilla chilensis
Nannosquilla chilensis is een bidsprinkhaankreeftensoort uit de familie van de Nannosquillidae. De wetenschappelijke naam van de soort is voor het eerst geldig gepubliceerd in 1954 door Dahl.